# Johann I. von Hohnstein
Graf Johann I. von Hohnstein zu Heldrungen, später zu Vierraden und Schwedt (* um 1420; † 30. November 1498) war von 1450 bis 1498 Regent der Grafschaft Hohnstein.

## Leben
Er war der dritte Sohn von Graf Heinrich VI. (IX) von Honstein-Kelbra (1379–1450) und Margarete von Weinsberg (1385–1432).
Johann studierte 1447 an der Universität Erfurt Wissenschaften, trat danach in den Soldatenstand und kämpfte im Krieg des Deutschen Ordens gegen Preußen und übernahm nach der Abdankung seines Bruders Ernst I. von Honstein-Heldrungen die Regierung.
1457 verpfändete er seine Herrschaft an Schwarzburg. 1461 unternahm er mit Herzog Wilhelm von Sachsen eine Wallfahrt nach Palästina, löste Heldrungen Herrschaft Heldrungen nach seiner Rückkehr wieder ein und verkaufte die Schloss und Herrschaft 1484 an Gebhard VI. von Mansfeld. 1481 erwarb er vom Fürsten von Anhalt die Herrschaft Schwedt an der Oder, mit der er noch im gleichen Jahre durch Kurfürst Johann Cicero von Brandenburg erblich belehnt wurde.

## Ehe und Nachkommen
Johann heiratete 1467 in erster Ehe Anna (Agnes) von Anhalt-Zerbst (* um 1435; † 8. April 1492); (⚭ I: (zw. 8. November 1456 und 22. Juni 1461, Scheidung vor 1467) Heinrich II. von Plauen), Tochter von Georg I. (Anhalt-Zerbst) (1390–1474) und seiner zweiten Ehefrau Euphemia von Schlesien-Oels (1390/1404–1442), aus der Ehe gingen sechs Kinder hervor:
- Walburga von Honstein-Vierraden (* um 1465) ⚭ Ludwig, Graf von Everstein († 1502)
- Bernhard, Graf von Honstein-Vierraden († 1499/nach 26. August 1503/1510)
- Wolfgang, Graf von Honstein-Vierraden († 1523/1535) ⚭ Katharina von Honstein-Klettenberg
- Margarethe von Honstein-Vierraden († 15. Oktober 1508) ⚭ I: Volrad II. (III.) von Mansfeld (* um 1443; † 27. November 1499 in Merseburg; ▭ im Kloster Helfta); ⚭ II: Graf Joachim I. von Lindow-Ruppin (* 1474; † 14. Januar 1507; ▭ in Neuruppin)
- Anna von Honstein-Vierraden († 1539) ⚭ Ulrich VIII. (XV.), Graf von Regenstein und Blankenburg (* vor 1460; † 6. (Juli/August) 1524/1521)
- Katharina von Honstein-Vierraden († 1536 in Wunstorf), Gegen-Äbtissin von Gandersheim

Seine zweite Ehefrau war eine Freiin von Plesse, Schwester Dietrichs von Plesse.